# Digital Trends
Digital Trends là một website tin tức, lối sống và thông tin công nghệ có trụ sở tại Portland, Oregon. Digital Trends được điều hành bởi Digital Trends Media Group, một công ty truyền thông.
Digital Trends cung cấp các tin tức công nghệ, đánh giá và thông tin về các sản phẩm công nghệ, bao gồm các sản phẩm điện tử tiêu dùng như điện thoại thông minh, trò chơi điện tử, máy tính xách tay, PC, thiết bị ngoại vi, TV, máy ảnh kỹ thuật số, máy quay video, máy tính bảng,...